# Das Nachtlager von Granada

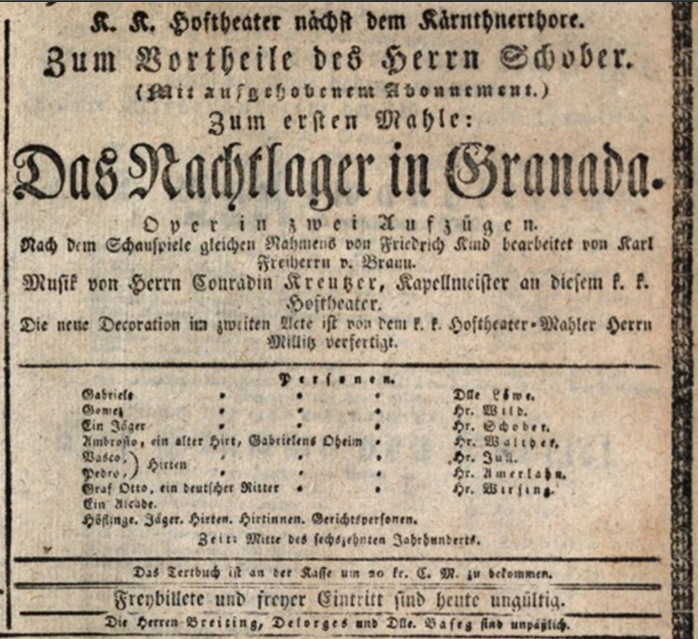
Das Nachtlager in Granada Playbill Vienna

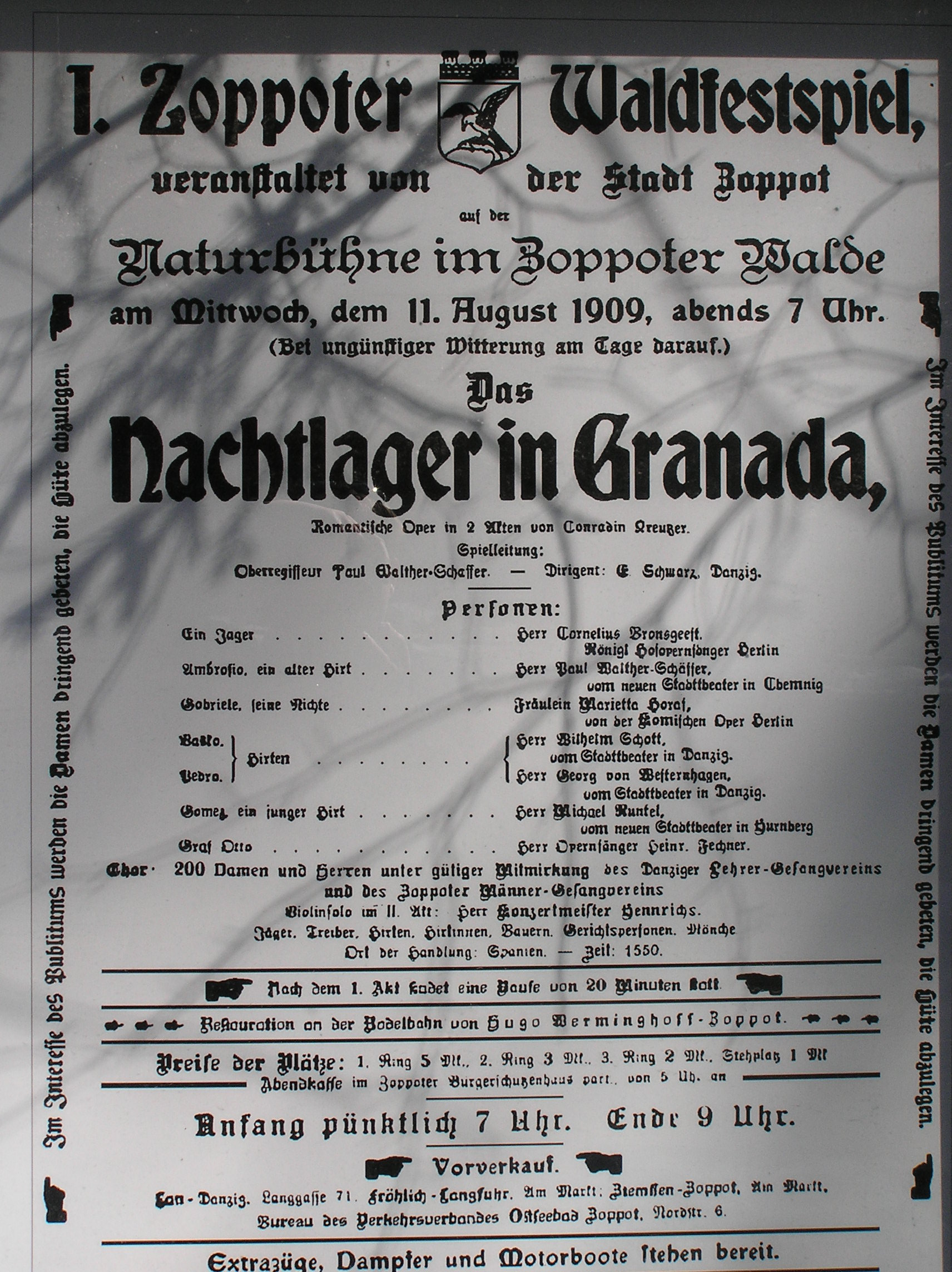
Playbill, inauguration du festival en plein-air Zoppoter Waldfestspiel, Poméranie (1909).

Das Nachtlager von Granada (français : Une étape de nuit à Grenade) est un opéra en deux actes de Conradin Kreutzer sur un livret de Karl Johann Braun von Braunthal d'après une pièce de Friedrich Kind. Il est créé à Vienne le 13 janvier 1834 (Theater in der Josefstadt).

## Rôles
- Le Prince Régent, le Comte Otto futur Maximilien II ténor
- Gabriella soprano nièce d'Ambrioso
- Alcade baryton
- Gomez berger ténor
- Vasco berger ténor
- Pedro, un berger basse
- Ambrios vieux berger basse
- Serviteurs, bergers, bergères, magistrats,chasseurs.

## Instrumentation
- un piccolo, une flûte, un hautbois, deux clarinettes (en la), un basson, deux cors (en ré), une trompette, deux trombones, timbales, cordes.

## Argument
En Espagne en 1550, le prince régent futur empereur Maximilien II au cours d'une chasse se sépare de sa suite et rencontre la jolie paysanne Gabrielle sans révéler son identité. Mais elle aime un autre homme Gomez et subit aussi les avances de Vasco. Le Prince en se faisant passer pour un chasseur demande asile à des bergers pour passer la nuit. Mais ils projettent de le tuer pour le dépouiller.

### Acte I
Décor : La vallée de la montagne dans la région de Grenade. À l'arrière-plan, un château à moitié en ruines.
La jeune et jolie Gabriele vit orpheline sous la tutelle de son oncle et de son gardien, le vieux pasteur Ambrosio. Celui-ci l'a promise au riche pasteur Vasco à la femme, afin de lui assurer une vie sans soucis d'argent, mais Gabriele aime le pauvre Gomez. Elle a récemment obtenu de sa part une colombe en cadeau, qui lui rappelle toujours son amoureux. Elle est d'autant plus triste que sa chère colombe s'est fait arracher par un aigle.
Gomez essaie de consoler son amoureuse. Il lui est parvenu que le prince régent a prévu de faire escale dans les parages pour une partie de chasse. Il souhaite aller à sa rencontre, et lui demander de plaider pour ses noces avec Gabriele. À peine s'est-il éloigné que surgit un chasseur inconnu, qui prétend être un tireur parmi les soldats. Parce qu'il réconforte Gabrielle en lui apportant sa chère colombe, elle lui fait confiance et lui confie son chagrin d'amour. Le chasseur lui assure qu'en tant que prince régent, il peut lui réserver une belle surprise.
Le fiancé de Gabriele, Vasco, son oncle Ambrosio et le pasteur Pedro arrivent. Ils sont étonnés de voir que Gabriele s'entretient en confiance avec le chasseur inconnu. Vasco en est jaloux. Bien que Vasco montre une antipathie sans ambiguïté envers le chasseur, celui-ci lui demande une place dans un camp de nuit, et le paye tout de suite avec une pièce d'or.
Vasco, qui tient le chasseur pour son rival secret, concocte le plan de l'attaquer pendant son sommeil avec l'aide d'Ambrosio et de Pedro, de le tuer et de lui ôter toutes ses affaires.

### Acte II
Décor : à l'intérieur du château à moitié en ruines.
Le chasseur étranger a trouvé une place pour son camp, sans se douter que les trois pasteurs sournois n'attendent plus qu'il se soit endormi pour accomplir leur méfait. Gabrielle a un mauvais pressentiment : une voix intérieure lui dit que le chasseur est en danger. Elle le cherche dans le château et le réveille. Lorsque les conspirateurs s'approchent, le chasseur sort son épée et la dresse courageusement contre ses trois ennemis. C'est à ce moment qu'il sort de son anonymat et révèle qu'il est le prince régent. Pendant que le vieil Ambrosio et Pedro amorcent leur fuite, Vasco, lui, frappe le prince de toute sa jalousie et ouvre le combat. Il est rapidement touché et mortellement blessé.
Des cors de chasse annoncent l'arrivée de l'escorte du prince. Au milieu de l'escorte se trouve aussi Gomez, l'amant de Gabriele. Qui, heureux dénouement, n'a plus de rival pour lui barrer la route : Gabriele et Gomez s'étrennent alors passionnément. Le prince régent leur donne sa bénédiction. Le vieil Ambrosio et Pedro sont d'autant plus heureux que le prince ne les poursuit pas en justice.